# Külliye

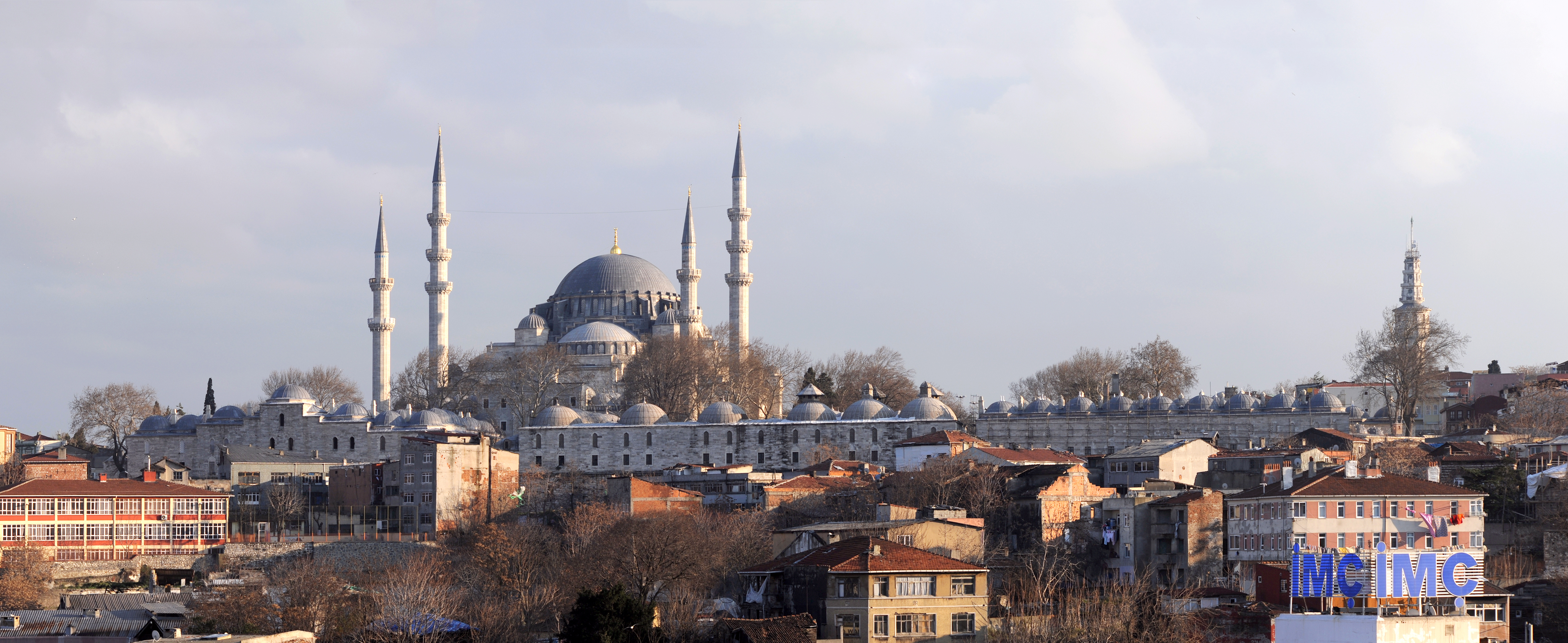
Panorâmica da Mesquita Süleymaniye, em Istambul, e da sua külliye

Külliye é um termo turco que designa um conjunto de edifícios com funções sociais e culturais ligados a uma mesquita e geridos por uma instituição, normalmente um vakıf (fundação social e religiosa). O termo tem origem no árabe kull, que significa "tudo".
As külliye são complexos que geralmente incluem ou incluíram no passado uma madraça (escola islâmica), uma darüşşifa (ou tabhaname, enfermaria), imaret (cozinhas e refeitórios onde são servidas refeições grátis aos mais necessitados), padaria, fonte (sebilhane), hamam, biblioteca além de outros serviços benevolentes para a comunidade. Por vezes também incluía um caravançarai, ou seja, alojamentos para viajantes.
A tradição das külliye é particularmente forte na arquitetura turca, principalmente do período otomano, mas também no período seljúcida, mas também marcou presença na dinastia timúrida. Na Turquia, praticamente todas, senão mesmo todas, as grandes mesquitas históricas têm uma külliye associada.